# Lobocleta substrigata
Lobocleta substrigata là một loài bướm đêm trong họ Geometridae.